# Mahmoud Dahoud
Mahmoud Dahoud (Amuda, 1996. január 1. –) szíriai kurd születésű német labdarúgó, a Brighton & Hove Albion középpályása, de kölcsönben a Stuttgart színeiben szerepel.

## Kezdetek
Dahoud Szíriában, kurd többségű Amuda városában született 1996-ban, újév napján. A labdarúgással azonban már Németországban ismerkedett. Rendelkezik mindkét ország állampolgárságával.

## Klubcsapatban
2010-ben került a Borussia Mönchengladbachhoz a Fortuna Düsseldorf csapatától. Az első csapatban 2014. augusztus 28-án, a 2014–2015-ös Európa-liga FK Sarajevo elleni rájátszásában. A bosnyák csapatot 7–0-ra verték meg. 2017 márciusában a Borussia Mönchengladbach megállapodott a Borussia Dortmunddal, hogy a következő szezontól Dahoud a sárga-fekete csapatban folytatja pályafutását.

## Válogatottban
Egyaránt játszhatna a német és a szír válogatottban. Az U18-as és az U19-es szinten Németországot választotta.

## Sikerei, díjai
- Németország U21
  - U21-es labdarúgó-Európa-bajnokság: 2017